# Cannaboides
Cannaboides, biljni rod grmova i trajnica iz porodice štitarki, smješten u tribus Heteromorpheae. Postoje dvije priznate vrste, obje su madagaskarski endemi
Rod je opisan u Taxon 48: 740. 1999.

## Vrste
1. Cannaboides andohahelensis (Humbert) B.-E.van Wyk
2. Cannaboides betsileensis (Humbert) B.-E.van Wyk